# Prado de la Guzpeña
Prado de la Guzpeña es un municipio y villa española de la provincia de León, en la comunidad autónoma de Castilla y León.

## Historia
Hasta la reforma de la nomenclatura municipal de 1916 el municipio se llamaba simplemente Prado. En dicha fecha su nombre fue modificado por el de Prado de la Guzpeña.

## Demografía
Cuenta con una población de 104 habitantes (INE 2024).

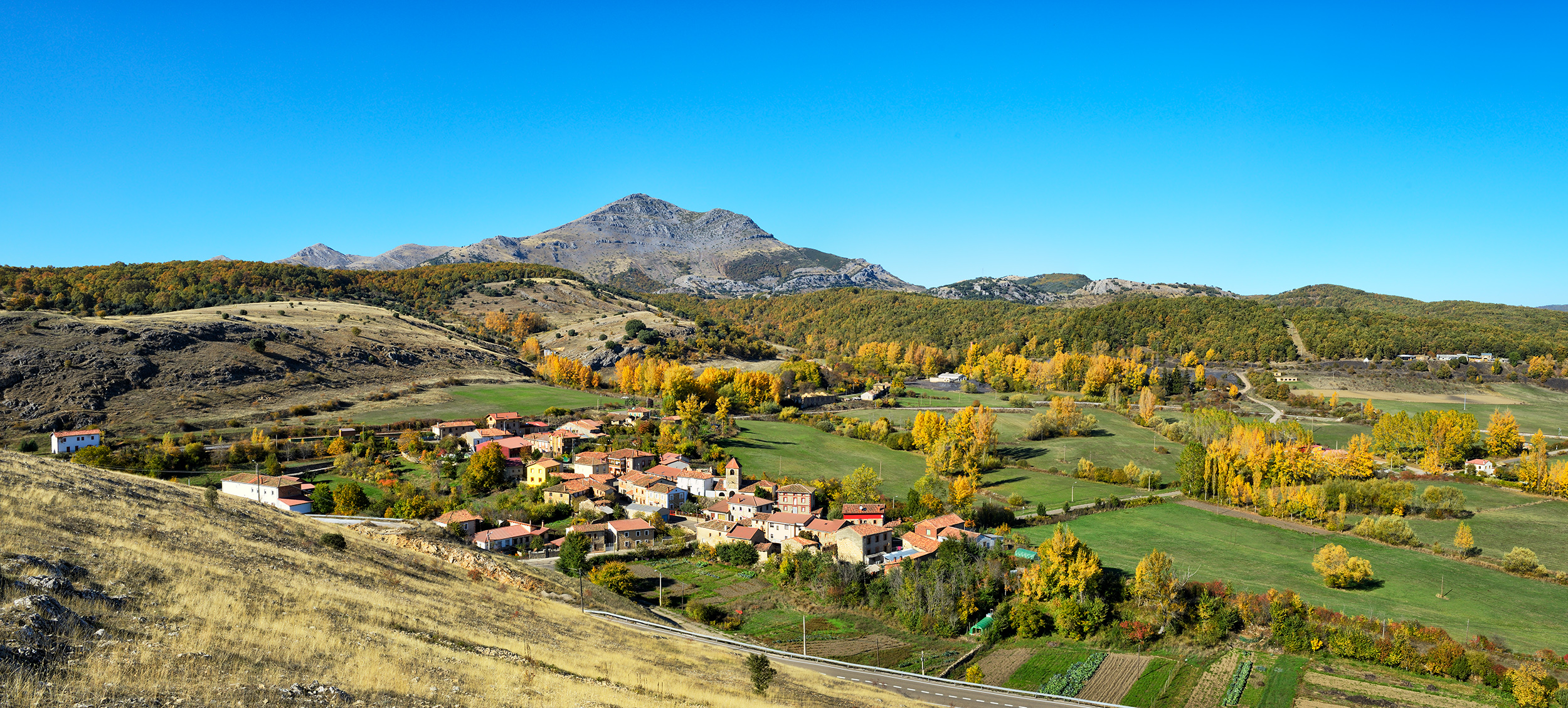
Vista de Prado de la Guzpeña

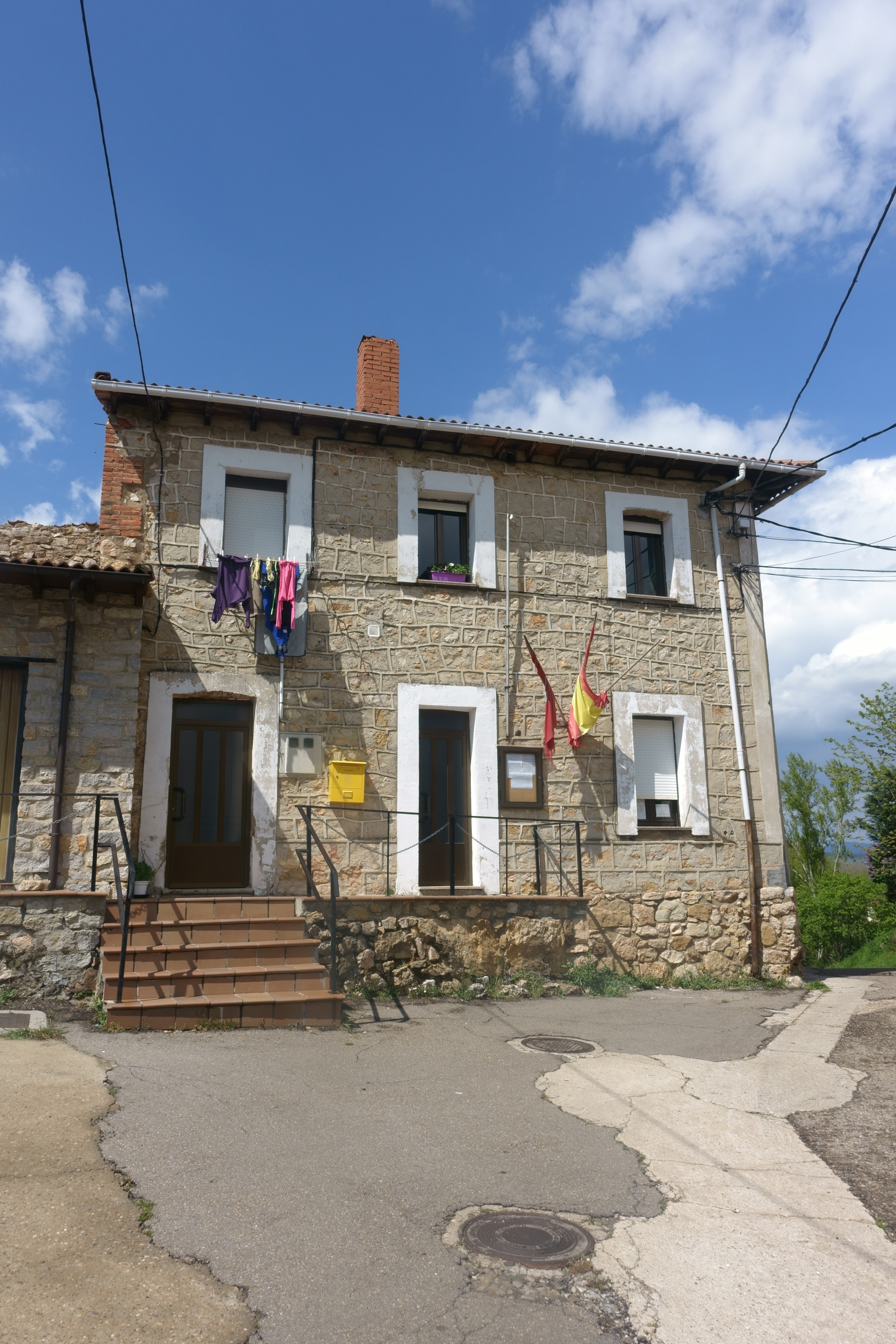
Casa consistorial

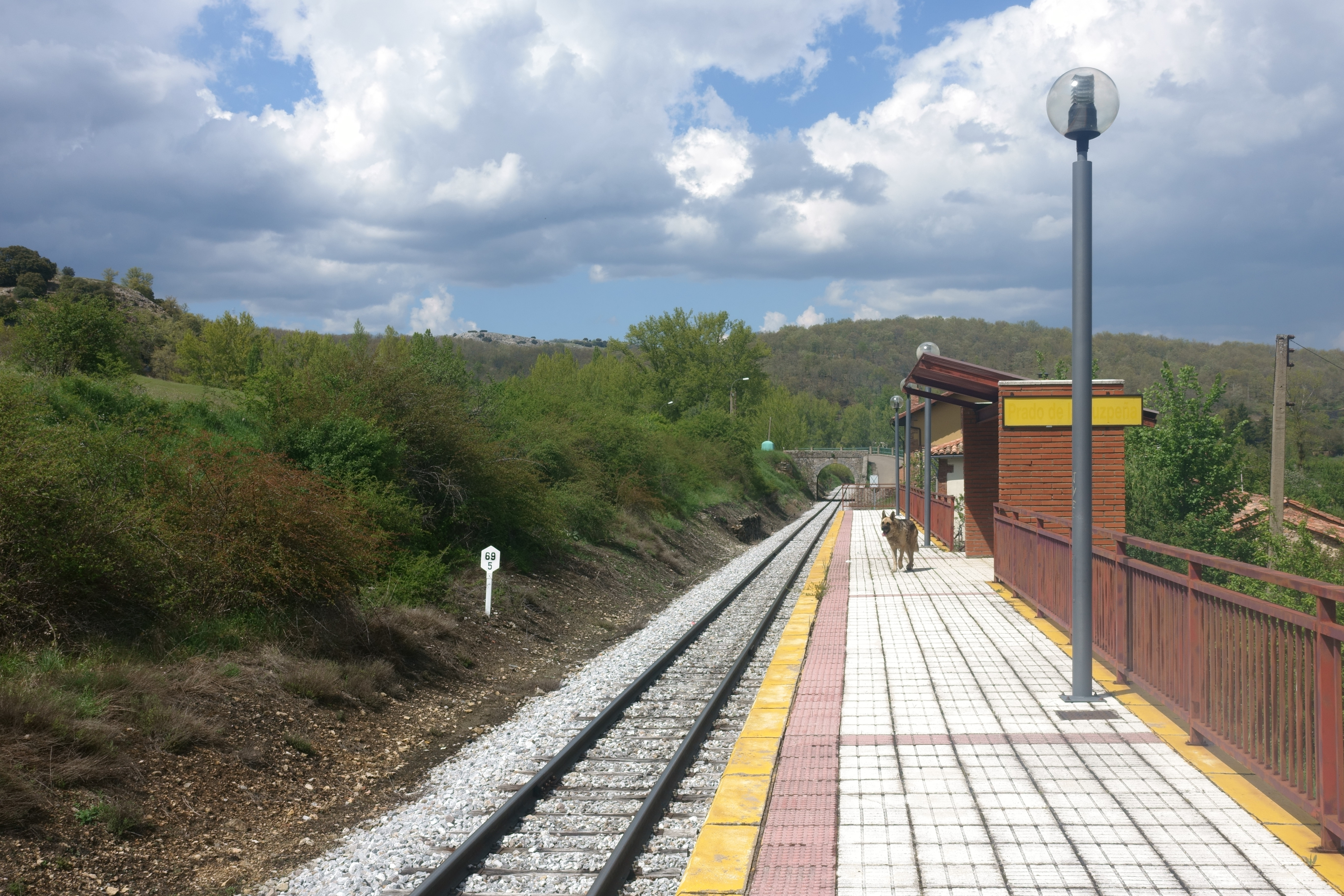
Estación de FEVE

| Gráfica de evolución demográfica de Prado de la Guzpeña entre 1842 y 2021                                             |
| |
| Población de derecho según los censos de población del INE. Población de hecho según los censos de población del INE. |

## Comunicaciones
Prado de la Guzpeña posee una estación de ferrocarril de vía estrecha que la comunica con León y Bilbao, entre otros destinos.